# Wilhelm Hanle
Wilhelm Hanle (13 janvier 1901, Mannheim – 29 avril 1993, Gießen) est un physicien appliqué allemand. Il est connu pour l'effet Hanle. Au cours de la Seconde Guerre mondiale, il a contribué au projet d'énergie nucléaire allemand. De 1941 à ce qu'il obtienne le statut de professeur émérite en 1969, il a été professeur de physique expérimentale ordinarius et titulaire de la chaire de physique à l'Université de Giessen.

## Biographie

### Études
Son directeur de recherche de doctorat est James Franck.

## Livres publiés
- Wilhelm Hanle Die Erde im Strahlungsfeld von Sonne und Kosmos (Schmitz, 1948)
- Wilhelm Hanle Atomenergie (Schmitz, 1949)
- Wilhelm Hanle Künstliche Radioaktivität (Piscator-Verl., 1952)
- Ulrich Jetter and Wilhelm Hanle Atomwaffen, Anwendung, Wirkungsweise, Schutzmassnahmen (Physik-Verl., 1952)
- Karl Lindackers, Wilhelm Hanle, and Max Pllermann Praktische Durchführung von Abschirmungsberechnungen (Hanser, Carl GmbH + Co., 1962)
- Wilhelm Hanle Isotopentechnik (Thiemig, 1964)
- Wilhelm Hanle, Martin Oberhofer, and Wolfgang Jacobi Strahlenschutzpraxis. T. 3. Umgang mit Strahlern (Thiemig, 1968)
- Wilhelm Hanle and Max Pollermann Isotopentechnik. Anwendung von Radionukliden und stabilen Nukliden (Hanser, Carl GmbH + Co., 1976)
- Wilhelm Hanle Isotopentechnik. Anwendung von Radionukliden und stabilen Nukliden (K. Thiemig, Muenchen, 1982)
- Werner Heisenberg, Robert Döpel, Wilhelm Hanle, and Käthe Mitzenheim Werner Heisenberg in Leipzig 1927–1942. (Wiley-VCH Weinheim 1993)
- Wilhelm Hanle, Memoiren. (I. Physikalisches Institut, Justus-Liebig-Universität Gießen, 1989)